# Frederik Rønnow
Frederik Riis Rønnow (Horsens, 4 augustus 1992) is een Deens voetballer die als doelman speelt. Hij verruilde Eintracht Frankfurt in juli 2021 voor Union Berlin. Rønnow debuteerde in 2016 in het Deens voetbalelftal.

## Clubcarrière
Rønnow kwam op zijn zestiende bij AC Horsens terecht. Hij debuteerde op 7 september 2011 in de beker tegen Holestebro. AC Horsens won de wedstrijd met 5-0. In zijn eerste seizoen speelde hij elf competitieduels voor AC Horsens, in zijn tweede seizoen 33. De club degradeerde in 2013. Tijdens het seizoen 2013/14 werd hij uitgeleend aan Esbjerg fB, waardoor hij alsnog op het hoogste niveau actief kon blijven.

## Interlandcarrière
Rønnow kwam uit voor diverse Deense nationale jeugdselecties. Hij debuteerde in 2012 in Denemarken –21. Rønnow maakte op 31 augustus 2016 zijn debuut in het Deens voetbalelftal. Bondscoach Åge Hareide liet hem toen negentig minuten spelen in een met 5–0 gewonnen oefeninterland tegen Liechtenstein. Rønnow werd op 30 mei 2024 door Kasper Hjulmand opgenomen in de Deense selectie voor het EK 2024 in Duitsland. Denemarken speelde in de groepsfase gelijk tegen Slovenië, Engeland en Servië, waarna het in de achtste finales werd uitgeschakeld door gastland Duitsland (2–0). Rønnow kwam op het toernooi niet in actie.
1 Rønnow ·
2 Vogt ·
4 Leite ·
5 Doekhi ·
7 Vertessen ·
8 Khedira ·
9 Prtajin ·
10 Volland ·
11 Jeong ·
12 Klaus ·
13 Schäfer ·
14 Querfeld ·
15 Rothe ·
16 Hollerbach ·
17 Pefok ·
18 Juranović ·
19 Haberer ·
20 Bénes ·
21 Skarke ·
23 Ilić ·
24 Skov ·
26 Roussillon ·
28 Trimmel  ·
29 Tousart ·
36 Kemlein ·
37 Schwolow ·
Coach: Baumgart
Keeperstrainer: Gspurning
1 Schmeichel ·
2 Krohn-Dehli ·
3 Vestergaard ·
4 Kjær  ·
5 Knudsen ·
6 Christensen ·
7 Kvist ·
8 Delaney ·
9 Jørgensen ·
10 Eriksen ·
11 Braithwaite ·
12 Dolberg ·
13 Jørgensen ·
14 Dalsgaard ·
15 Fischer ·
16 Lössl ·
17 Larsen ·
18 Lerager ·
19 Schöne ·
20 Poulsen ·
21 Cornelius ·
22 Rønnow ·
23 Sisto ·
Coach: Hareide
1 Schmeichel ·
2 Andersen ·
3 Vestergaard ·
4 Kjær  ·
5 Mæhle ·
6 Christensen ·
7 Skov ·
8 Delaney ·
9 Braithwaite ·
10 Eriksen ·
11 Skov Olsen ·
12 Dolberg ·
13 Jørgensen ·
14 Damsgaard ·
15 Nørgaard ·
16 Lössl ·
17 Larsen ·
18 Wass ·
19 Wind ·
20 Poulsen ·
21 Cornelius ·
22 Rønnow ·
23 Højbjerg ·
24 Jensen ·
25 Christiansen ·
26 Boilesen ·
Coach: Hjulmand
1 Schmeichel ·
2 Andersen ·
3 Nelsson ·
4 Kjær  ·
5 Mæhle ·
6 A. Christensen ·
7 Jensen ·
8 Delaney ·
9 Braithwaite ·
10 Eriksen ·
11 Skov Olsen ·
12 Dolberg ·
13 Kristensen ·
14 Damsgaard ·
15 Nørgaard ·
16 O. Christensen ·
17 Larsen ·
18 Wass ·
19 Wind ·
20 Poulsen ·
21 Cornelius ·
22 Rønnow ·
23 Højbjerg ·
24 Skov ·
25 Lindstrøm ·
26 Bah ·
Coach: Hjulmand
1 Schmeichel ·
2 Andersen ·
3 Vestergaard ·
4 Kjær  ·
5 Mæhle ·
6 Christensen ·
7 Jensen ·
8 Delaney ·
9 Højlund ·
10 Eriksen ·
11 Skov Olsen ·
12 Dolberg ·
13 Jørgensen ·
14 Damsgaard ·
15 Nørgaard ·
16 Hermansen ·
17 Kristiansen ·
18 Bah ·
19 Wind ·
20 Poulsen ·
21 Hjulmand ·
22 Rønnow ·
23 Højbjerg ·
24 Dreyer ·
25 Kristensen ·
26 Bruun Larsen ·
Coach: Hjulmand